# Same Old Song and Dance
Same Old Song And Dance är en låt av Aerosmith skriven av Steven Tyler och Joe Perry. Låten släpptes som första singel från albumet Get Your Wings (utgivet 1974) och nådde plats nummer 54 på Billboard Hot 100. Låten bygger på ett gitarriff som skrevs av Perry och text skriven av Tyler. I låten finns det även gitarrdueller mellan Perry och Brad Whitford.